# دیوید رکوربت
دیوید رکوربت (انگلیسی: David Recorbet؛ زادهٔ ۲۴ اکتبر ۱۹۷۶) بازیکن فوتبال اهل فرانسه است.
از باشگاه‌هایی که در آن بازی کرده‌است می‌توان به باشگاه فوتبال اوسر و باشگاه فوتبال لوریان اشاره کرد.